# Stanstead (municipalité de canton)
Pour les articles homonymes, voir Stanstead.
Ne doit pas être confondu avec la ville de Stanstead.
Stanstead est une municipalité de canton située dans Memphrémagog, en Estrie, au Québec (Canada).

## Toponymie
Le toponyme Stanstead provient du nom de l'ancien canton éponyme, érigé en 1800, dans lequel la ville est située. Ce nom sert à désigner au moins, trois localités anglaises: une dans l'Essex, une dans le Sussex et une dans le Suffolk,

## Géographie
Le canton de Stanstead est composé de deux villages, celui de Georgeville et celui de Fitch Bay. Le canton de Stanstead est baigné à l'ouest par le lac Memphrémagog et au nord par le Lac Lovering. La municipalité limitrophe du côté sud est Ogden ce qui fait en sorte que le Canton de Stanstead n'est pas voisin immédiat de  Stanstead. La Rivière Tomifobia touche le sud-est de la municipalité.

### Municipalités limitrophes

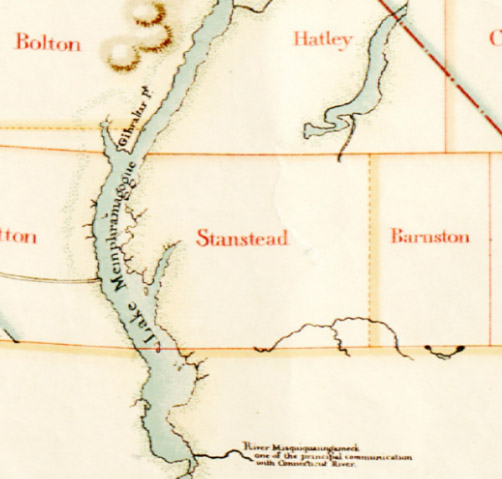
Le canton de Stanstead sur la carte de Gale et Duberger, 1795

## Démographie
| 1881  | 1891  | 1901  | 1911  | 1921  | 1931  |
| ----- | ----- | ----- | ----- | ----- | ----- |
| 3 727 | 3 684 | 2 832 | 2 954 | 2 787 | 2 834 |

| 1941 | 1951 | 1956 | 1961 | 1986 | 1991 |
| ---- | ---- | ---- | ---- | ---- | ---- |
| 866  | 870  | 786  | 803  | 812  | 845  |

| 1996 | 2001  | 2006  | 2011  | 2016  | 2021  |
| ---- | ----- | ----- | ----- | ----- | ----- |
| 883  | 1 056 | 1 065 | 1 038 | 1 036 | 1 148 |

## Administration
Les élections municipales se font en bloc pour le maire et les six conseillers.
| Stanstead (canton) Maires depuis 2001                                                                                |                         |         |          |
| Élection | Maire                   | Qualité | Résultat |
| 2001 | Eddy McCaughey          |         | Voir     |
| 2005 | Lionel Larochelle       |         | Voir     |
| 2009 | Eric Evans              |         | Voir     |
| 2013 | Francine Caron Markwell |         | Voir     |
| 2017 | Francine Caron Markwell | Voir    |          |
| 2021 | Pierre Martineau        |         | Voir     |
| Élection partielle en italique Depuis 2005, les élections sont simultanées dans toutes les municipalités québécoises |                         |         |          |

## Galerie
|  |